# Amphisbaena bakeri
Amphisbaena bakeri är en ödleart som beskrevs av  Leonhard Hess Stejneger 1904. Amphisbaena bakeri ingår i släktet Amphisbaena och familjen Amphisbaenidae. Inga underarter finns listade i Catalogue of Life.